# Karl Heinz Malzer

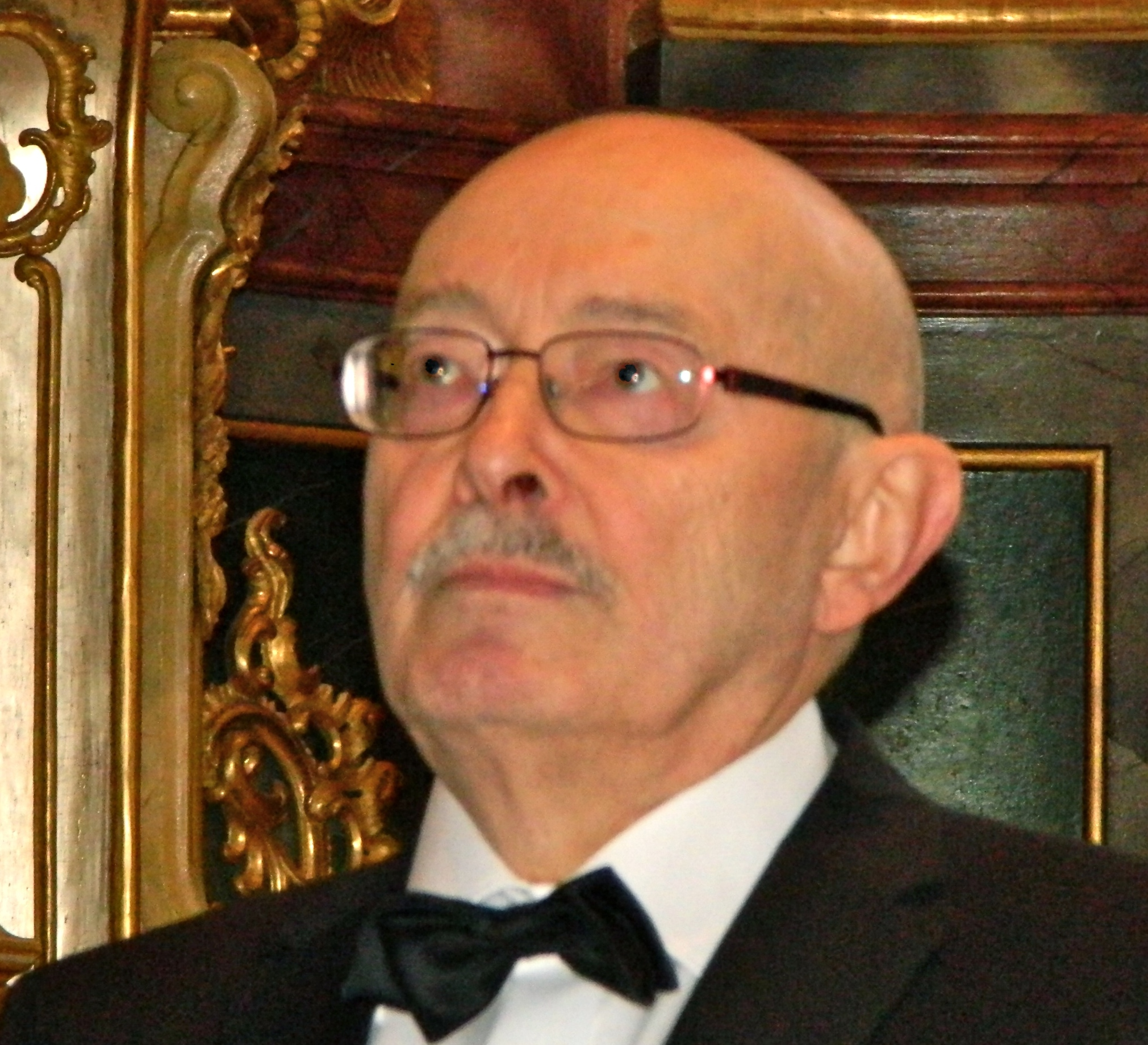
Karl Heinz Malzer (2013)

Karl Heinz Malzer (* 19. November 1942 in Pleystein) ist ein deutscher Musikpädagoge und Chorleiter.

## Werdegang
Malzer studierte von 1963 bis 1967 an der Staatlichen Hochschule für Musik in München Lehramt an Gymnasien. Großes Interesse galt schon damals der Chorleitung (Fritz Schieri) und der Musikwissenschaft bei Erich Valentin. Ab 1969 unterrichtete er am Augustinus-Gymnasium Weiden, von 1985 bis zum Eintritt in den Ruhestand 2008 war er in diesem Beruf am Gymnasium Neustadt an der Waldnaab tätig. Von 1986 bis 1992 ging er zudem einem Lehrauftrag an der Erziehungswissenschaftlichen Fakultät der Universität Erlangen-Nürnberg nach.
Von 1976 bis 2013 war er Mitglied im Präsidium des Fränkischen Sängerbundes (FSB) und war dort von 1977 bis 1994 für den Aufbau der Jugendarbeit verantwortlich. Von Oktober 1993 bis 2013 war er Bundes-Chorleiter des FSB. 1981 rief er den Jugendchor des FSB ins Leben und war bis 19. November 2022 dessen Leiter. Weiterhin gründete er 1992 den Chor Mixtura Cantorum, den er ebenfalls bis November 2022 dirigierte.
2018 veröffentlichte er das Buch „Franz Gleißner und seine Zeit“ (1761–1818). Ein Lebensbild der bayerischen Musikgeschichte. ISBN 978-3-00-061647-1.

## Ehrungen
- Verdienstmedaille Walther von der Vogelweide des Sängerkreises Würzburg
- 1982: Musikförderpreis des Bezirkes Oberpfalz für den Weidener Kammerchor, den er gründete und viele Jahre leitete
- 1986: Nordgaupreis des Oberpfälzer Kulturbundes in der Kategorie „Musik“
- 2002: Kulturpreis des Landkreises Neustadt a. d. Waldnaab
- 2013: Carl-Gerster-Medaille des Fränkischen Sängerbundes
- 2013: Verdienstkreuz am Bande der Bundesrepublik Deutschland
- 2014: Ehrenmitglied des Fränkischen Sängerbundes